# VNG AG

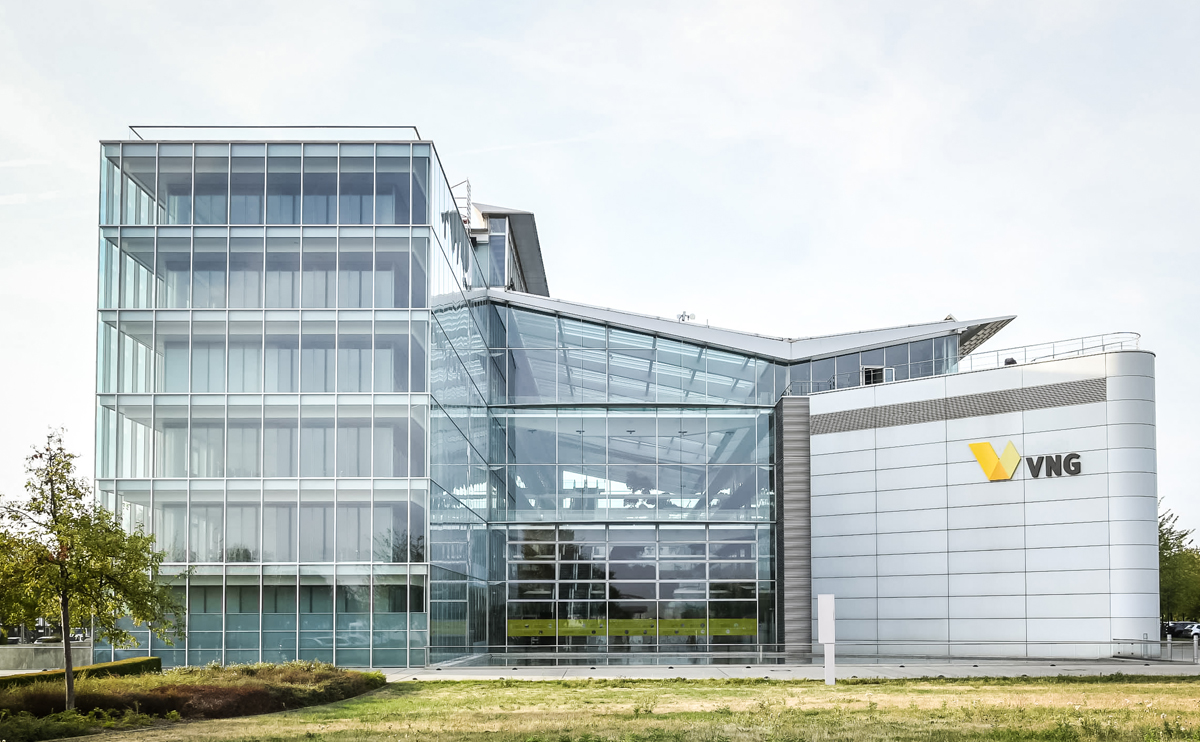
Hauptsitz der VNG AG in Leipzig-Schönefeld

Die VNG AG mit Sitz in Leipzig ist ein Importeur und ein europaweiter Großhändler von Erdgas sowie Infrastrukturbetreiber mit den Geschäftsbereichen Handel und Vertrieb, Transport, Speicher, Biogas und Digitale Infrastruktur. Gemeinsam mit ihren Tochtergesellschaften beliefert VNG rund 400 Stadtwerke, Regionalversorger und Industrieunternehmen mit Erdgas in Deutschland, Italien, Österreich, Polen und Tschechien. Das Unternehmen gehört mehrheitlich der EnBW Energie Baden-Württemberg und gilt als systemrelevant. VNG deckt ein Fünftel des bundesweiten Gasbedarfs ab und ist damit drittgrößter Gasimporteur in Deutschland. Weiterhin ist VNG drittgrößter Gasspeicherbetreiber mit einem Volumen von 2,2 Milliarden Kubikmeter.

## Geschichte

### Vorgeschichte
VNG wurde am 29. Juni 1990 als privatrechtliche Aktiengesellschaft gegründet. Die ersten Vorläufer entstanden schon 1958 innerhalb der VVB Verbundwirtschaft als VEB Verbundnetz Ost, West und Mitte. 1963 vereinigten sich die drei Verbundnetz-Betriebe zu VEB Verbundnetz Berlin, woraus 1969 der VEB Verbundnetz Gas entstand. Dieser rein technische Betrieb stellte die Versorgung in den ersten Jahren ausschließlich durch Stadtgas sicher, welches aus heimischer Braunkohle mittels Kohlevergasung im Gaskombinat Schwarze Pumpe erzeugt wurde. Mit Beginn der sowjetischen Erdgaslieferungen ab Mai 1973, welches effizienter und umweltschonender als das bis dahin verwendete Stadtgas war, übernahm der VEB Verbundnetz Gas auch dessen Verteilung und Speicherung. Bis 1989 erhöhte die DDR die importierte Menge bis auf jährlich sieben Milliarden Kubikmeter. Bis Ende 1989 wurden 2 % der ostdeutschen Haushalte mit Erdgas versorgt.

### Nach der Wende
VNG war das erste von der Treuhandanstalt erfolgreich privatisierte Großunternehmen Ostdeutschlands. Eine entscheidende Rolle spielte dabei Klaus-Ewald Holst, der seit 1968 als Ingenieur im VEB Verbundnetz Gas tätig gewesen war. Erste Aktionäre waren mit einem Anteil von 35 % die Essener Ruhrgas AG (spätere E.ON Ruhrgas) und mit 10 % die BEB Brigitta Erdgas und Erdöl GmbH. Im Sommer 1991 wurden die restlichen Aktien verkauft, wodurch die Privatisierung abgeschlossen war. Zu Ruhrgas und BEB kamen die Wintershall (15 %), 14 ostdeutsche Städte und kommunale Betriebe (zusammen 15 %) sowie mit jeweils 5 % die British Gas, die französische ELF, die russische Gazprom, die norwegische Statoil und der ostdeutsche Gasproduzent Erdöl-Erdgas Gommern.
Im Zuge der Deutschen Wiedervereinigung stand das Unternehmen vor der Aufgabe, die ostdeutschen Haushalte von Stadt- auf Erdgas umzustellen, die Erdgasbezüge zu diversifizieren, die Leitungen auszubauen und an das europäische Erdgastransportsystem anzuschließen. Auch der Verkauf von Erdgas an Industriekunden und Stadtwerke wurde neu strukturiert. Im ersten Geschäftsjahr 1990/91 baute der Gasimporteur 250 km Leitungen und stellte 600 km Stadtgasleitungen auf Erdgas um. Im Juni 1995 wurde in Leipzig die Umstellung Ostdeutschlands von Stadt- auf Erdgas abgeschlossen. Bis 1995 investierte VNG circa 767 Millionen Euro in die Umstellung von rund 6.100 km Hochdruckleitungen von Stadt- auf Erdgas sowie in den Bau von rund 700 km Leitungen und die Erhöhung der Speicherkapazität ihrer Untergrundspeicher. Im September 1992 wurde das VNG-Netz mit dem westdeutschen und damit westeuropäischen Erdgas-Verbundsystem verbunden. Ein Jahr darauf schloss VNG einen langfristigen Erdgas-Liefervertrag für norwegisches Erdgas ab. Damit wurde zugleich die einseitige Abhängigkeit vom russischen Erdgas aufgehoben.
Ab Mitte der 1990er Jahre setzte sich die VNG verstärkt für den Einsatz von Erdgas als Kraftstoff ein. Im September 1996 finanzierte sie in Leipzig die erste öffentliche Erdgastankstelle Sachsens.

### 2000 bis 2019
2006 gründete die VNG ein Tochterunternehmen in Norwegen. Die VNG Norge mit Sitz in Stavanger ist für die Upstream-Aktivitäten verantwortlich, d. h., sie beteiligt sich an der Exploration und Förderung von Erdgas und Öl aus der Nordsee. VNG stieg 2018 jedoch im Zuge einer Neuausrichtung wieder aus diesem Geschäftsfeld aus, um größere Investitionsmöglichkeiten im Bereich der grünen Gase zu ermöglichen.
Im Bioerdgasbereich ist die VNG ebenfalls aktiv und gründete 2006 die heutige Tochtergesellschaft Balance Erneuerbare Energien GmbH. Balance betreibt seit 2023 rund 40 Biogasanlagen und zählt damit zu den führenden Unternehmen in diesem Bereich. Der Vertrieb von Bioerdgas an die VNG-Kunden geschieht seit 2016 über das Handelsunternehmen bmp greengas GmbH.
Im Januar 2009 gab EWE bekannt, dass die EnBW ihren Anteil an der VNG kaufen werde. Der geplante Verkauf des EWE-Anteils an EnBW scheiterte im Dezember 2011, nachdem die anderen Anteilseigner ihre notwendige Zustimmung verweigert hatten. Im Februar 2012 erwarb der russische Energiekonzern Gazprom die Anteile des französischen Energiekonzerns GDF Suez, wodurch er fortan insgesamt 10,52 % an VNG hielt. 2013 übernahm die VNG das Energieversorgungsunternehmen Goldgas mit Sitz in Eschborn. 2014 übernahm EWE den Anteil von Wintershall an VNG. Im Juli 2015 verkaufte Gazprom seine Anteile an EWE und im Oktober verkaufte EWE seinen VNG-Anteil von 74,2 % an EnBW. Im Gegenzug trennte sich die EnBW von ihrer 26 % Beteiligung an EWE.

### Entwicklungen seit 2020
2020 übernahm VNG die Gas-Union GmbH, einen seit über 50 Jahren bestehenden Großhändler und Dienstleister im Erdgasgeschäft.
Nach dem Russischen Überfall auf die Ukraine im Frühjahr 2022 erhöhten sich die Gaspreise um ein Vielfaches, da der Import von russischem Erdgas wegfiel. Das Unternehmen musste Gas zu hohen Preisen einkaufen, wodurch es zu hohen Verlusten kam. Wenig später, am 9. September 2022, stellte VNG beim Bundesministerium für Wirtschaft und Klimaschutz zusätzlich einen Antrag auf Stabilisierungsmaßnahmen, welcher Ende 2022 jedoch wieder zurückgezogen wurde, da die Verträge mit Gazprom ausliefen, vertragliche Restrisiken aufgelöst werden konnten und die Aktionäre eine Kapitalerhöhung um 850 Millionen Euro beschlossen. Im folgenden Jahr erholte VNG sich finanziell von der Krise und plante unter anderem Investitionen in den Bereichen Wasserstoff, Biogas und digitale Infrastruktur.
Seit 2022 arbeitet die VNG im Rahmen des Projekts H2GE Rostock mit der norwegischen Equinor zusammen, um die Produktion von CO2-armem Wasserstoff in Rostock voranzutreiben. Diese Zusammenarbeit war der erste Schritt, um im Raum Rostock eine Wasserstoff-Wertschöpfungskette aufzubauen.
2020 begann die Planung des Energieparks Bad Lauchstädt, ein Reallabor zur Erzeugung von grünem Wasserstoff. Das Vorhaben wird durch das Energieforschungsprogramm der Bundesregierung gefördert und soll die ganze Wertschöpfungskette von grünem Wasserstoff erproben und erforschen. Nachdem im September 2021 die Förderung festgelegt wurde, startete VNG zusammen mit Ontras, Terrawatt, Uniper, VNG Gasspeicher und der DBI mit der Umsetzung des Projekts. Der erzeugte grüne Wasserstoff soll zum Chemiepark Leuna transportiert werden und dort fossile Energieträger ersetzen; später sollen weitere regionale Chemie- und Industriestandorte eingebunden werden. 2023 begann die Umsetzungsphase mit dem Bau des Elektrolyseurs sowie der Umwidmung einer ehemaligen Erdgasleitung zur Wasserstoffleitung. Der Bau und der Betrieb des Elektrolyseurs werden von der Elektrolyse Mitteldeutschland GmbH verantwortet, einem Joint-Venture der VNG Handel & Vertrieb und Uniper. Weiterhin wurde 2023 mit TotalEnergies der erste Liefervertrag für grünen Wasserstoff abgeschlossen.
Im April 2023 gab VNG eine Kooperation mit dem norwegischen Unternehmen Yara bekannt, welches in Poppendorf aus Ammoniak Düngemittel herstellt. Durch die Kooperation soll im Hafen von Rostock Ammoniak importiert und für die Produktion von Wasserstoff genutzt werden. Der gewonnene Wasserstoff soll in das bestehende Gasnetz der VNG eingespeist werden, um unter anderem saubere Fernwärme zu erzeugen.

## Geschäftsmodell
Die VNG ist ein Importeur und Großhändler von Erdgas und betreibt die dazu notwendige Infrastruktur. VNG verfolgt ein B2B-Geschäftsmodell, zu den Kunden gehören rund 400 Stadtwerke sowie kommunale Unternehmen. Rund ein Fünftel des bundesweiten Gasbedarfs wird durch VNG abgedeckt, womit sie als drittgrößter Gasimporteur in Deutschland gilt. Das Speichervolumen der VNG beläuft sich auf 2,2 Milliarden Kubikmeter, wodurch die VNG auch der drittgrößte Speicherbetreiber in Deutschland ist.
Weiterhin ist VNG über ihre Tochtergesellschaft Ontras Gastransport der zweitgrößte Betreiber von Fernleitungsnetzen, sowie über die Balance Erneuerbare Energien der zweitgrößte Betreiber von Biogasanlagen, gemessen an der Leistung für Biogas- bzw. Biomethanerzeugung. In Ostdeutschland beläuft sich das Netz auf über 7.700 km Gasleitungen. Die VNG ist hauptsächlich in den neuen Bundesländern tätig, besitzt jedoch auch Kunden und Tochtergesellschaften in anderen europäischen Ländern.
Die VNG besitzt Tochtergesellschaften innerhalb der gesamten Gas-Wertschöpfungskette. Hierfür unterteilt die VNG ihre Aktivitäten in die Geschäftsbereiche Transport, Handel und Vertrieb, Speicher, Biogas und Digitale Infrastruktur. Neben Erdgas und Biogas werden die Geschäftsbereiche zudem durch Aktivitäten im Bereich Wasserstoff ergänzt.
2017 veröffentlichte das Unternehmen die Strategie VNG 2030+, welche die Erschließung neuer Geschäftsfelder in Bereichen wie Dekarbonisierung, Wasserstoff und Biogas zum Ziel hat. Dazu sollen nach eigenen Aussagen bis 2035 rund 5 Milliarden Euro in die Bereiche der regenerativen Gase investiert werden.

### Transport
Innerhalb des VNG-Konzerns stellt die Ontras Gastransport GmbH als unabhängiger Fernleitungsnetzbetreiber mit mehr als 7.700 km Länge das zweitgrößte deutsche Ferngasleitungsnetz bereit, das im Verbund mit europäischen Ferngasnetzen und zahlreichen Verteilnetzen sowie Gasspeichern die Gasversorgung unterhält. Das Leitungsnetz durchzieht die Bundesländer Sachsen, Sachsen-Anhalt, Thüringen, Brandenburg/Berlin und Mecklenburg-Vorpommern.
Darüber hinaus betreibt Ontras zusammen mit ihren Tochterunternehmen Telekommunikationsinfrastukturen und fördert den Glasfaserausbau. Außerdem betreibt sie die Betankungsinfrastruktur für alternative, gasbasierte Kraftstoffe.

### Handel und Vertrieb
Als Tochterunternehmen der EnBW wurde die VNG AG im zweiten Quartal 2017 im EnBW-Konzern vollkonsolidiert und ist damit selbst ein Tochterunternehmen eines vertikal integrierten Unternehmens im Sinne des Energiewirtschaftsgesetzes (EnWG). Nach § 10b Absatz 3 EnWG dürfen solche Tochterunternehmen, die Energie erzeugen, gewinnen oder an Kunden vertreiben, weder direkt noch indirekt Anteile an einem Transportnetzbetreiber besitzen. Zur Umsetzung der Anforderungen aus dem EnWG gliederte die VNG AG ihr Großhandelsgeschäft mit Wirkung zum 3. April 2018 in die VNG Handel & Vertrieb GmbH als eigenständige Gesellschaft aus.
Neben dem deutschen Heimatmarkt werden auch Kunden in Polen, Italien, Österreich und Tschechien versorgt. Zu den Kunden gehören hierbei in- sowie ausländische Stadtwerke, Industriekunden, Kraftwerke, Weiterverteiler und Handelsunternehmen, welche VNG beliefert. Weitere Dienstleistungen in diesem Geschäftsbereich sind Bilanzkreis- und Portfoliomanagement.

### Speicher
Der Bereich Speicher umfasst neben dem Betrieb und der Instandhaltung von Untergrundgasspeichern zudem die Vermarktung von Speicherkapazitäten durch diverse Speicherprodukte. In Umsetzung des Dritten EU-Energiebinnenmarktpakets wurde mit Wirkung zum 2. Januar 2012 das Speichergeschäft der VNG auf die VNG Gasspeicher GmbH übertragen. 2023 verfügt die Speichergesellschaft an ihren vier Untergrundgasspeichern in Bad Lauchstädt, Bernburg (Saale), Etzel und Jemgum über ein Arbeitsgasvolumen von rund 2,2 Mrd. m³ bzw. 24,3182 TWh. VNG Gasspeicher ist damit der drittgrößte Speicherbetreiber Deutschlands.

### Biogas
Der Geschäftsbereich Biogas entstand im Jahr 2020 und fasst alle Aktivitäten rund um Biogas und Biomethan zusammen. Innerhalb von zwei Jahren erweiterte VNG durch Zukäufe und Übernahmen die Zahl seiner Biogasanlagen von acht auf 37 und wurde zu einem der führenden Unternehmen in diesem Bereich.
Das Tochterunternehmen Balance Erneuerbare Energien GmbH betreibt Stand 2023 40 Biogasanlagen in Ost- und Norddeutschland, wodurch über 50.000 Haushalte mit grünem Gas und erneuerbarem Strom versorgt werden.
Nach dem Insolvenzfall der bmp greengas kündigte die EnBW im Dezember 2023 eine Übernahme des Unternehmens an, bei welcher bmp greengas zu einem Tochterunternehmen der VNG Handel & Vertrieb wird. Als Biomethanhändler war bmp greengas darauf ausgerichtet, die Umstellung auf Energieversorgung mit Biomethan und grünem Wasserstoff bei Unternehmen voranzutreiben. Die Übernahme der EnBW soll dazu beitragen, die Biogasaktivitäten unter der VNG zu bündeln.

### Digitale Infrastruktur
Der Bereich Digitales bzw. Digitale Infrastruktur umfasst Aktivitäten rund um Glasfaserverteilnetze, Glasfaser-Backbone und Dienstleistungen mit Bezug zu digitaler Infrastruktur. Der Geschäftsbereich wurde 2022 neu etabliert, vorher wurden die Aktivitäten von mehreren Konzerngesellschaften ausgeübt.

## Geschäftsstruktur
VNG ist die Dachmarke der VNG AG sowie des gesamten Konzerns. Die VNG AG bildet das Mutterunternehmen des Konzerns und wird vom Vorstand sowie dem Aufsichtsrat geführt. Der Vorstand setzt sich zusammen aus Ulf Heitmüller, Hans-Joachim Polk und Bodo Rodestock.
Die VNG gilt als das umsatzstärkste Unternehmen in Ostdeutschland und als einer der größten Arbeitgeber in der Region Leipzig. Im Geschäftsjahr 2022 erzielte die VNG einen Umsatz von 36,2 Milliarden Euro und beschäftigte durchschnittlich 1.568 Mitarbeiter.

### Aktionäre
| Aktionäre der VNG                                                          | Aktienanteil |
| -------------------------------------------------------------------------- | ------------ |
| EnBW Energie Baden-Württemberg AG, Karlsruhe                               | 79,83 %      |
| VNG Verbundnetz Gas Verwaltungs- und Beteiligungsgesellschaft mbH, Leipzig | 15,63 %      |
| OEW Energie-Beteiligungs GmbH, Ravensburg                                  | 4,53 %       |

Die VNG Verbundnetz Gas Verwaltungs- und Beteiligungsgesellschaft mbH ist Treuhänderin für acht Stadtwerke und kommunale Unternehmen in Annaberg-Buchholz, Chemnitz, Dresden, Hoyerswerda, Leipzig, Lutherstadt Wittenberg, Neubrandenburg und Rostock.

### Vollkonsolidierte Unternehmen
Zu den vollkonsolidierten Unternehmen des VNG-Konzerns gehören Stand 2022 folgende Unternehmen:
| Name                              | Ort                     | Geschäftsbereich | Beteiligung |
| --------------------------------- | ----------------------- | ---------------- | ----------- |
| Ontras Gastransport GmbH          | Leipzig                 | Transport        | 100 %       |
| VNG Gasspeicher GmbH              | Leipzig                 | Speicher         | 100 %       |
| VNG Gasspeicher Service GmbH      | Leipzig                 | Speicher         | 100 %       |
| Erdgasspeicher Peissen GmbH       | Halle (Saale)           | Speicher         | 100 %       |
| Energieunion GmbH                 | Schwerin                | Handel           | 100 %       |
| VNG Handel & Vertrieb GmbH        | Leipzig                 | Handel           | 100 %       |
| Goldgas GmbH                      | Eschborn                | Vertrieb Inland  | 100 %       |
| G.EN. Operator Sp. z o.o.         | Tarnowo Podgórne, Polen | Vertrieb Ausland | 100 %       |
| Goldgas GmbH                      | Wien, Österreich        | Vertrieb Ausland | 100 %       |
| Handen Sp. z o.o.                 | Warschau, Polen         | Vertrieb Ausland | 100 %       |
| VNG Austria GmbH                  | Gleisdorf, Österreich   | Vertrieb Ausland | 100 %       |
| VNG Energie Czech s.r.o.          | Prag, Tschechien        | Vertrieb Ausland | 100 %       |
| VNG Italia S.r.l.                 | Bologna, Italien        | Vertrieb Ausland | 100 %       |
| Balance Erneuerbare Energien GmbH | Leipzig                 | Biogas           | 100 %       |
| Biogas Produktion Altmark GmbH    | Leipzig                 | Biogas           | 100 %       |
| VNG AG                            | Leipzig                 | Group Center     | 100 %       |
| VNG-Erdgascommerz GmbH            | Leipzig                 | Group Center     | 100 %       |
| VNG Innovation GmbH               | Leipzig                 | Innovation       | 100 %       |
| Gas-Union GmbH                    | Frankfurt am Main       | Digitales        | 100 %       |
| GDMcom GmbH                       | Leipzig                 | Digitales        | 100 %       |
| Geomagic GmbH                     | Leipzig                 | Digitales        | 100 %       |
| MGMTree GmbH                      | Leipzig                 | Digitales        | 100 %       |

### Beteiligungen (Auswahl)
- 24,60 % MITGAS Mitteldeutsche Gasversorgung GmbH, Halle, Saale.
- 29,24 % GasLINE Telekommunikationsnetzgesellschaft deutscher Gasversorgungsunternehmen mbH & Co. KG, Straelen.[46]